# Love of Kill
Love of Kill (jap. 殺し愛 Koroshi ai) – manga autorstwa Fe, publikowana na łamach magazynu „Gekkan Comic Gene” wydawnictwa Media Factory od października 2015 do stycznia 2023. Na jej podstawie studio Platinum Vision wyprodukowało serial anime, który emitowano od stycznia do marca 2022.
W Polsce prawa do dystrybucji mangi nabyło wydawnictwo Studio JG.

## Bohaterowie
- Chateau Dankworth (jap. シャトー・ダンクワース Shatō Dankuwāsu)

Seiyū: Mikako Komatsu (drama CD), Saori Ōnishi (anime) 
- Song Ryang-ha (jap. ソン・リャンハ Son Ryanha)

Seiyū: Kōji Yusa (drama CD), Hiro Shimono (anime) 
- Euripedes Ritzland (jap. エウリペデス・リッツラン Euripedesu Rittsuran)

Seiyū: Kenjirō Tsuda (drama CD), Kenyu Horiuchi (anime) 
- Hindus (jap. インド人 Indo-jin)

Seiyū: Tetsuya Kakihara (drama CD), Kōhei Amasaki (anime) 
- Ho (jap. ホー Hō)

Seiyū: Tomoaki Maeno (anime) 
- Donny (jap. ドニー Donī)

Seiyū: Hōchū Ōtsuka (anime) 
- Ho (jap. ホー Hō)

Seiyū: Tomoaki Maeno (anime) 
- Jinon (jap. ジノン)

Seiyū: Ayumu Murase (anime) 
- Nikka (jap. ニッカ)

Seiyū: Masakazu Morita (anime) 
- Mifa (jap. ミファ)

Seiyū: Yōko Hikasa (anime) 

## Manga
Historia pod tytułem Koroshiai kappuru manga ga yomitē nā to omotteta kara nanka kaki hajimeteta (jap. 殺し愛カップル漫画が読みてぇなぁと思ってたらなんか書き始めてた), po raz pierwszy została zamieszczona w październiku 2012 na portalu Pixiv, zdobywając 5,4 miliona wyświetleń na stronie. Później autorka opublikowała sequel zatytułowany Koroshiai kappuru manga ga yomitai dake no shōsetsu (jap. 殺し愛カップル漫画が読みたいだけの小話).
Fe rozpoczęła publikację serii w magazynie „Gekkan Comic Gene”, jej pierwszy rozdział ukazał się zaś w numerze z października 2015. Wydawnictwo Media Factory zebrało ją w 13 tankōbonach, wydanych między 26 marca 2016 a 26 stycznia 2023. Ostatni rozdział mangi ukazał się 14 stycznia 2023.
15 lutego 2018 została wydana drama CD.
Spin-off mangi, którego akcja rozgrywa się po zakończeniu serii, był publikowany w tym samym magazynie od 15 maja 2023 do 15 lutego 2024.
W Polsce seria ukazała się nakładem wydawnictwa Studio JG.
| Nr | Język japoński       | Język japoński         | Język polski         | Język polski           |
| Nr | Data wydania         | ISBN                   | Data wydania         | ISBN                   |
| -- | -------------------- | ---------------------- | -------------------- | ---------------------- |
| 1  | 26 marca 2016        | ISBN 978-4-04-068238-9 | 21 października 2022 | ISBN 978-83-8001-979-9 |
| 2  | 27 października 2016 | ISBN 978-4-04-068570-0 | 8 lutego 2023        | ISBN 978-83-8257-065-6 |
| 3  | 27 kwietnia 2017     | ISBN 978-4-04-069159-6 | 29 marca 2023        | ISBN 978-83-8257-093-9 |
| 4  | 27 października 2017 | ISBN 978-4-04-069478-8 | 30 maja 2023         | ISBN 978-83-8257-102-8 |
| 5  | 27 kwietnia 2018     | ISBN 978-4-04-069831-1 | 28 lipca 2023        | ISBN 978-83-8257-227-8 |
| 6  | 25 października 2018 | ISBN 978-4-04-065192-7 | 27 października 2023 | ISBN 978-83-8257-271-1 |
| 7  | 27 kwietnia 2019     | ISBN 978-4-04-065652-6 | 26 stycznia 2024     | ISBN 978-83-8257-329-9 |
| 8  | 26 października 2019 | ISBN 978-4-04-064085-3 | 26 marca 2024        | ISBN 978-83-8257-392-3 |
| 9  | 27 czerwca 2020      | ISBN 978-4-04-064561-2 | 29 maja 2024         | ISBN 978-83-8257-441-8 |
| 10 | 25 grudnia 2020      | ISBN 978-4-04-680044-2 | 26 lipca 2024        | ISBN 978-83-8257-488-3 |
| 11 | 27 lipca 2021        | ISBN 978-4-04-680554-6 | 4 października 2024  | ISBN 978-83-8257-539-2 |
| 12 | 26 marca 2022        | ISBN 978-4-04-681236-0 | 12 grudnia 2024      | ISBN 978-83-8257-594-1 |
| 13 | 26 stycznia 2023     | ISBN 978-4-04-682071-6 | 27 stycznia 2025     | ISBN 978-83-8257-643-6 |
| 14 | 27 lutego 2024       | ISBN 978-4-04-683212-2 | 30 kwietnia 2025     | ISBN 978-83-8257-678-8 |

## Anime
11 grudnia 2020, wydawnictwo Kadokawa ogłosiło, że adaptacja w formie telewizyjnego serialu anime jest w produkcji. Seria została zanimowana przez studio Platinum Vision i wyreżyserowana przez Hideakiego Ōbę. Scenariusz napisał Ayumu Hisao, postacie zaprojektowała Yōko Satō, a muzykę skomponował Kei Yoshikawa. Anime było emitowane był od 13 stycznia do 31 marca 2022 w Tokyo MX i innych stacjach. Motywem otwierającym jest „Midnight Dancer” w wykonaniu Toshikiego Masudy, natomiast końcowym „Makoto Period” autorstwa Aiki Kobayashi. Prawa do dystrybucji serii nabył Crunchyroll.

### Lista odcinków
| №  | Tytuł             | Premiera         |
| -- | ----------------- | ---------------- |
| 1  | What’s Your Name? | 13 stycznia 2022 |
| 2  | Target            | 20 stycznia 2022 |
| 3  | Room              | 27 stycznia 2022 |
| 4  | Real Face         | 3 lutego 2022    |
| 5  | Limit             | 10 lutego 2022   |
| 6  | Dark Dream        | 17 lutego 2022   |
| 7  | Bullet            | 24 lutego 2022   |
| 8  | Confusion         | 3 marca 2022     |
| 9  | A War Trigger     | 10 marca 2022    |
| 10 | Help              | 17 marca 2022    |
| 11 | Worst             | 24 marca 2022    |
| 12 | My Name           | 31 marca 2022    |